# Polsat Sport
Polsat Sport 1 è una rete televisiva generalista polacca gestita e di proprietà di Cyfrowy Polsat che trasmette in lingua polacca.

## Canali di Polsat Sport
Current Channels
Polsat Sport 1 (HD)
Polsat Sport 2 (HD)
Polsat Sport 3 (HD)
Polsat Sport Fight (HD)
Polsat Sport Premium 1 (Super HD)
Polsat Sport Premium 2 (Super HD)
Polsat Sport Premium 3 PPV (HD)
Polsat Sport Premium 4 PPV (HD)
Polsat Sport Premium 5 PPV (HD)
Polsat Sport Premium 6 PPV (HD)
Polsat Games (HD)
Eleven Sports 1 (HD)
Eleven Sports 2 (HD)
Eleven Sports 3 (HD)
Eleven Sports 4 (HD)
Eleven Sports 1 4K

### Canali attivi in passato
Polsat Volleyball 1 (HD)
Polsat Volleyball 2
Polsat Volleyball 3
Polsat Volleyball 4
Polsat Sport 2 (HD)
Polsat Sport 3 (HD)
Tenis Premium 1 (HD)
Tenis Premium 2 (HD)
Polsat Futbol
Sport
Polsat Sport (HD)
Polsat Sport Extra (HD)
Polsat Sport News (HD)